# Gahal
Gahal (in ebraico: גח"ל, acronimo di Gush Herut – Liberalim (in ebraico: גוש חרות-ליברלים), letteralmente Libertà – Blocco Liberale) è stata la principale coalizione politica di destra israeliana, che si posizionava dal centro-destra alla destra, dalla sua fondazione nel 1965 fino alla fondazione di Likud nel 1973. Fu guidato da Menachem Begin.

## Storia
Gahal fu formato dall'alleanza di Herut e il Partito Liberale verso la fine della quinta legislatura della Knesset in preparazione alle elezioni del 1965. La coalizione riunì gli unici due parti di destra nella Knesset, ognuno con 17 seggi in quel momento. Il Partito Liberale era stato formato solo nel 1961, da una fusione tra i Sionisti Generali e il Partito Progressista. La coalizione Gahal incorporava ampiamente l'approccio di Herut alla sicurezza e agli affari esteri e l'approccio del Partito Liberale all'economia e alla finanza. Sebbene Gahal fosse guidato da Begin, Herut e i liberali avevano inizialmente quasi lo stesso peso nella coalizione.
Tuttavia, diversi ex membri del Partito Liberale erano scontenti dell'alleanza, identificando Herut e il suo leader, Menachem Begin, troppo di destra. Di conseguenza, sette deputati della Knesset si staccarono dal Partito Liberale per formare i Liberali Indipendenti, che in seguito si fusero nell'Allineamento di sinistra. Tuttavia il nuovo partito si presentò alle elezioni con 27 seggi, solo sette in meno di Mapai, il partito che aveva dominato la politica israeliana dall'indipendenza, anche se Mapai era stato ridotto di dimensioni a causa di una fuga di otto deputati guidati da David Ben-Gurion per fondare Rafi.
Guidato da Begin, nel suo primo test elettorale Gahal ha ottenuto 26 seggi. Tuttavia, è stato superato dall'Allineamento (una nuova alleanza di sinistra di Mapai e Ahdut HaAvoda) che ha ottenuto 46 seggi. Gahal fu ridotto quando tre dei suoi deputati si staccarono per formare il Centro Libero e un quarto più tardi se ne andò.
Durante la guerra dei sei giorni, il leader dell'Allineamento e il primo ministro Levi Eshkol hanno invitato Gahal a unirsi a un governo di unità nazionale. Il partito rimase al governo dopo la guerra e restò al suo posto quando Golda Meir divenne Primo ministro dopo la morte di Eshkol nel 1969.
Nelle elezioni dell'ottobre 1969 Gahal mantenne i suoi 26 seggi, ma fu completamente battuto dall'Allineamento, che ne ottenne 56, nella più forte performance elettorale nella storia politica israeliana. Tuttavia Gahal rimase all'interno del governo di unità nazionale. L'annuncio del Piano Rogers del 9 dicembre aveva allarmato Menachem Begin in modo sufficiente da far interrompere alla fazione Herut di contrattare con il Partito Laburista e accettare i sei seggi di gabinetto offerti nel nuovo governo. Alle Nazioni Unite, una simile proposta americana alla Giordania il 18 dicembre, che chiedeva esplicitamente il ritiro israeliano dalla Cisgiordania, ha rimosso tutte le differenze rimanenti tra Gahal e il Primo ministro, poiché entrambi vedevano questa come una sfida che richiedeva una risposta schietta ed energica. Tuttavia, Gahal si ritirò dalla coalizione nell'agosto 1970 dopo che il governo annunciò il suo sostegno al Piano Rogers. Sebbene il governo abbia successivamente ritirato il suo sostegno al piano, Gahal non si è unito alla coalizione.
Prima delle elezioni del 1973, Gahal e diversi piccoli partiti di destra (incluso il Centro Libero, la Lista Nazionale (un piccolo partito fondato da David Ben-Gurion dopo aver lasciato Rafi) e il Movimento per il Grande Israele) si fusero per formare una nuova alleanza chiamata Likud, la parola ebraica che sta per "consolidamento". Sebbene Likud non riuscì a superare l'Allineamento nelle elezioni del 1973, vinse comodamente le successive elezioni del 1977, estromettendo la sinistra dal potere per la prima volta nella storia di Israele.

## Risultati elettorali
| Elezioni | Leader         | Voti    | %         | +/- | Seggi    | +/- |
| -------- | -------------- | ------- | --------- | --- | -------- | --- |
| 1965     | Menachem Begin | 256,957 | 21,3 (#2) |     | 26 / 120 | 26  |
| 1969     | Menachem Begin | 296,294 | 21,7 (#2) | 0,4 | 26 / 120 | 0   |